# Gulvit hätta
Gulvit hätta (Mycena flavoalba) är en svampart som först beskrevs av Elias Fries, och fick sitt nu gällande namn av Lucien Quélet 1872. Enligt Catalogue of Life ingår Gulvit hätta i släktet Mycena,  och familjen Mycenaceae, men enligt Dyntaxa är tillhörigheten istället släktet Mycena,  och familjen Favolaschiaceae. Arten är reproducerande i Sverige. Inga underarter finns listade i Catalogue of Life.

## Källor

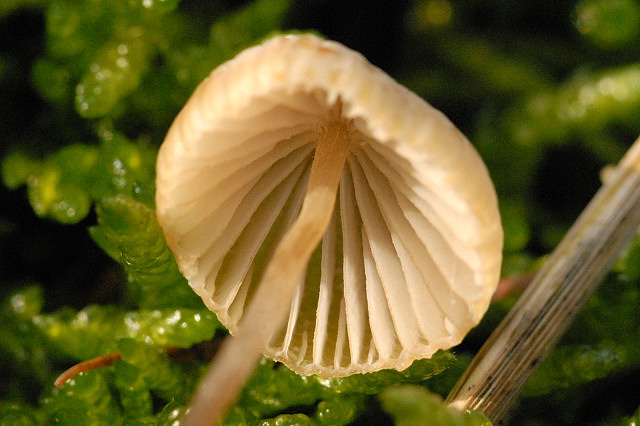
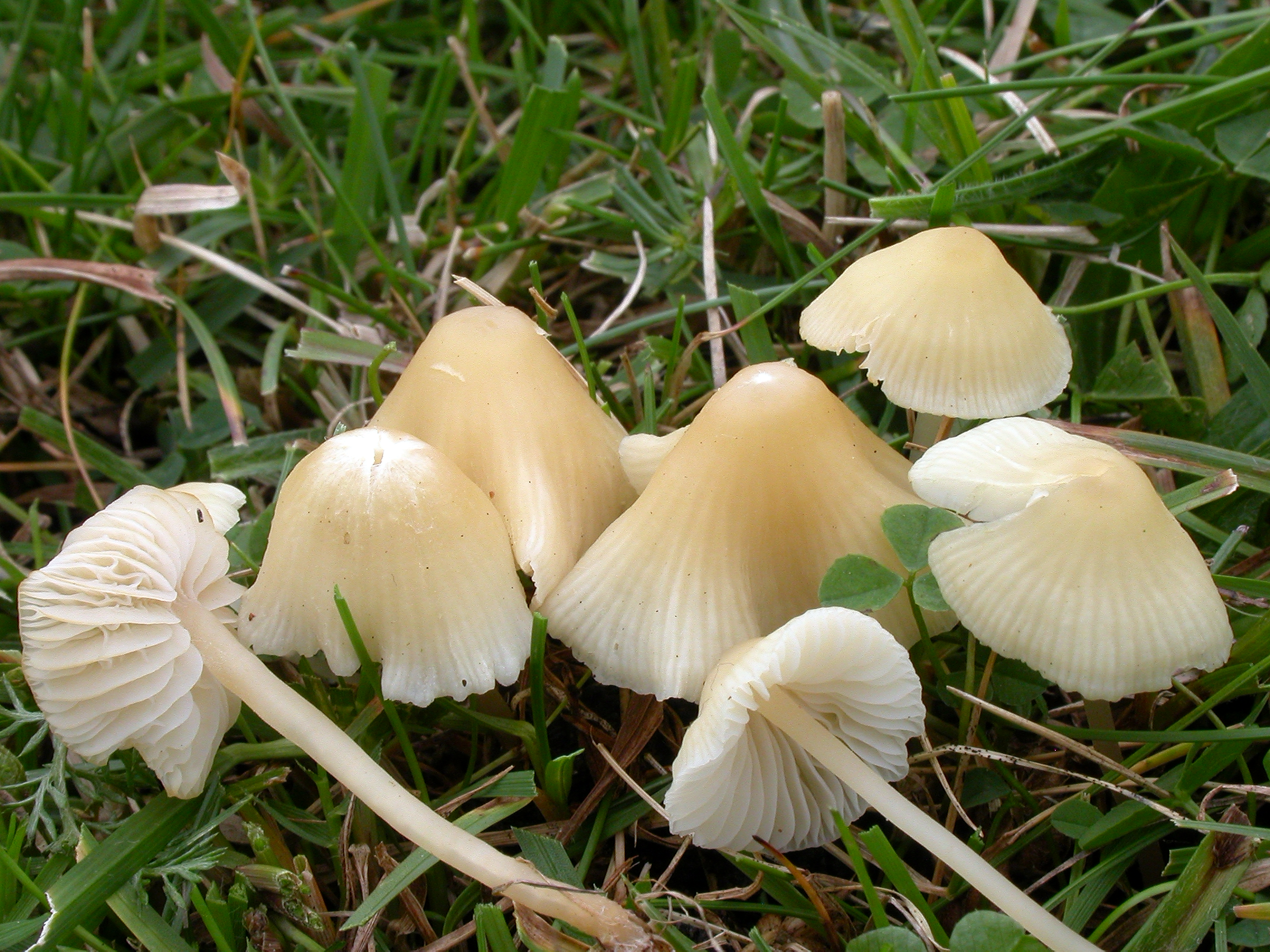